# Kano Omata
Kano Omata (japanska: 小俣夏乃?, Omata Kano), född den 24 juli 1996 i Kanagawa, är en japansk konstsimmare.
Hon tog OS-brons i lagtävlingen i samband med de olympiska tävlingarna i konstsim 2016 i Rio de Janeiro..